# Tomás Yávar
Tomás Segundo Yávar Ruiz de Cabrera (Santiago, 23 de diciembre de 1834-Chorrillos, Lima, 13 de enero de 1881) fue un militar perteneciente al arma de caballería del Ejército de Chile que tuvo destacada participación en la Guerra del Pacífico.
Fue hijo de Ramón Yávar Vivanco y María de Dolores Ruiz de Cabrera Morán, tenía además dos hermanos: José Tomás y Germán. Su hermano José siguió la carrera militar.

Ingresó a la Escuela Militar del Ejército de Chile en 1847 a los 14 años egresando como alférez en 1851, fue asignado al arma de caballería de granaderos a caballo.
En el año de egreso participó en la Revolución de 1851 apoyando a las fuerzas de Manuel Montt estando presente en los combates de este periodo. 
Fue ascendido a teniente en 1852 y asignado a la región de Arauco en la campaña de Pacificación de la Araucanía, permaneció en la zona hasta 1868 donde con el grado de sargento mayor fue comandante del Fuerte Toltén.
Reasignado a Santiago, en 1874 fue ayudante del general Basilio Urrutia y ascendido a teniente coronel en 1878, cuando asumió como comandante efectivo del cuerpo de Granaderos a caballo.
Se casó con la exmonja del Convento San Vicente de Paul, Hortensia Claudina Urrutia Anguita, con quien tuvo dos hijos: Hortensia y Rafael.

## Guerra del Pacífico
El cuerpo de Granaderos fue trasladado en el vapor Matías Cosuiño en 1880 desembarcando en el puerto de Pisagua. Se le asignó la exploración como avanzada en los poblados de Tiliviche, Tana y Sica sosteniendo breves escaramuzas con restos del ejército boliviano.  Fue destinado a Jazpampa donde se le asignaron tareas de reconocimiento.
El cuerpo de Granaderos fue embarcado a territorio peruano de Pacocha colocándose bajo el mando del general Manuel Baquedano quien preparaba la Campaña de Tacna.
Yávar y sus tropas  fueron enviados por tierra a Ite y desde allí a Conde bajo duras condiciones donde la sed, la falta de agua y la dureza del desierto causaron bajas y motines al ejército por la falta de previsión de los mandos. Pasada esta dura jornada el cuerpo de Granaderos se acantonó en Moquehga y posteriormente en Locumba.
Participó en las cargas de caballería de la  Batalla del cerro Los Ángeles en marzo de 1880 en el contexto de la Campaña de Tacna y en la  Batalla del Campo de la Alianza en mayo de ese año que culminó con la toma de la ciudad de Tacna.  En esa batalla Yávar y sus hombres auxiliaron y salvaron de una muerte segura a las fuerzas del general Santiago Amengual quienes se habían quedado adelantados y sin munición y que estaba siendo diezmadas por fuerzas bolivianas.
En noviembre los Granaderos de Yávar pasaron a formar parte de la 2.a Brigada de la Primera División del Ejército siendo trasladados a Arica en diciembre de ese año.
El 14 de enero fue puesto bajo el mando de Patricio Lynch en Paracas y se inició la expedición a los llanos de Lima sosteniendo escaramuzas en Herbay y en la quebrada de Ate.
Los Granaderos de Yávar fueron destinados a Lurín en preparación para la campaña de Lima. 
El 13 de enero de 1881, los escuadrones del coronel Yávar formaron frente de ataque a los pies del cerro Papa junto a Carabineros de Yungay y Cazadores a Caballo al mando del teniente coronel Emeterio Letelier. 

### Muerte en combate

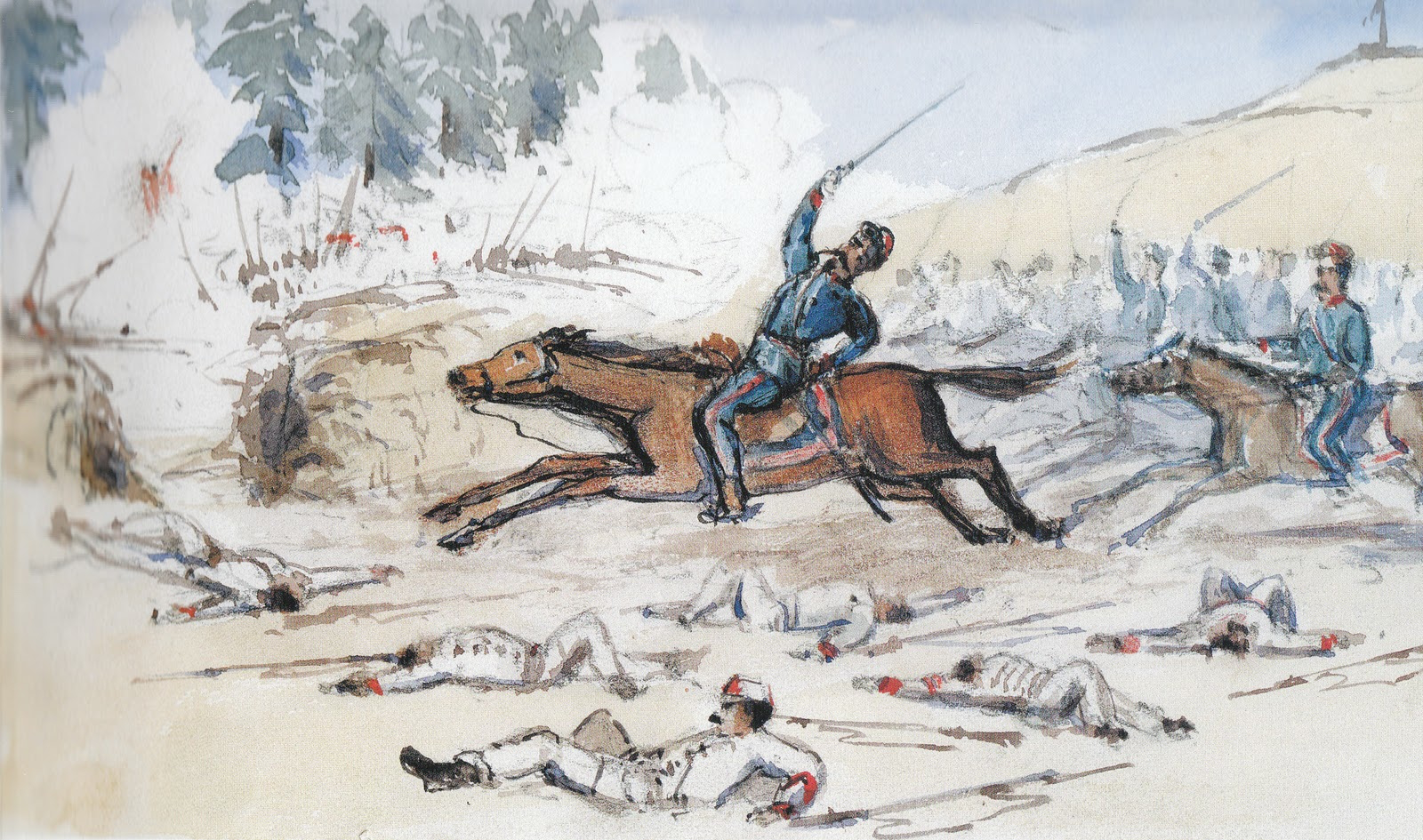
Acuarela de Rudolph de Lisle que representa el momento final del coronel Yávar.

Participó en la carga de caballería durante la batalla de San Juan y Chorrillos el 13 de enero de 1881, desbandando la retirada del ejército peruano en San Juan. Luego encabezó la carga principal de caballería contra las fuerzas peruanas de Merino; estando a la cabeza de sus tres escuadrones, enfiló hacia los morros de Chorrillos.
Pasada la línea de Morro San Juan, traspuso las líneas enemigas y al traspasar unas tapias recibió un disparo de corta distancia que le fue fatal atravesándole la muñeca izquierda y el estómago cuya trayectoria finalizó en su pulmón izquierdo. Su caballo se desbocó al caer este de su montura, quedó enredado en uno de los estribos y fue arrastrado y erosionado hacia las líneas enemigas.
Pudo ser rescatado a la carrera aún con vida por sus ayudantes, pero debido a la gravedad de sus lesiones y a pesar de los cuidados médicos falleció a las 14:30 horas de ese día. Su cuerpo fue embalsamado y trasladado a Valparaíso para ser inhumado en Santiago con honores.